# پیوتر اسکریپچنکوف
پیوتر اسکریپچنکوف (به انگلیسی: Pyotr Skripchenkov) (زادهٔ ۱۴ فوریه ۱۹۲۶) شناگر اهل شوروی است.